# Росау (Саксонија)
Росау (њем. Rossau) општина је у њемачкој савезној држави Саксонија. Једно је од 61 општинског средишта округа Средња Саксонија. Према процјени из 2010. у општини је живјело 3.772 становника. Посједује регионалну шифру (AGS) 14522500.

## Географски и демографски подаци
Росау се налази у савезној држави Саксонија у округу Средња Саксонија. Општина се налази на надморској висини од 318 метара. Површина општине износи 53,4 km². У самом мјесту је, према процјени из 2010. године, живјело 3.772 становника. Просјечна густина становништва износи 71 становника/km².